# Andata al Calvario (Polidoro da Caravaggio)
L'Andata al Calvario è un dipinto olio su tavola di Polidoro da Caravaggio, realizzato nel 1534 e custodito all'interno del Museo nazionale di Capodimonte, a Napoli.

## Storia
L'opera venne commissionata da Pietro Ansalone, console della confraternita dei Catalani, nel 1530 a Polidoro da Caravaggio, per la chiesa della Santissima Annunziata dei Catalani a Messina: l'intento del committente era quello di realizzare un'alternativa a un'altra opera con lo stesso tema, conosciuta anche come Spasimo di Sicilia, dipinta da Raffaello Sanzio nel 1517 per la chiesa di Santa Maria dello Spasimo a Palermo e in seguito portata al Museo del Prado a Madrid. La tavola venne completata nel 1534, ottenendo un grande successo, tant'è che nello stesso anno veniva celebrata in un libro in versi di Colagiacomo di Alibrando, Il Spasmo di Maria Vergine. Successivamente venne trasferita a Napoli per essere posta all'interno del Museo nazionale di Capodimonte, nella sala 72.

## Descrizione
L'Andata al Calvario è ritenuta essere il capolavoro di Polidoro da Caravaggio; già Giorgio Vasari nel 1568 ne parlava: 
(Giorgio Vasari, Le vite de' più eccellenti pittori, scultori e architettori)
L'opera si ispira ai modelli di Raffaello, maestro del pittore, come si denota dalla libertà cromatica e dalla pennellata irruenta. In una sorta di processione viene raffigurata la salita di Gesù al Calvario: in primo piano, al centro della scena, è Gesù, con il volto sconvolto e sofferente, che cade sotto il peso della croce, contornato da due uomini che cercano di rialzarlo. Nell'angolo in fondo a destra è raffigurata Maria Maddalena orante e sopra di lei la Veronica che mostra il telo utilizzato per asciugare Gesù e su cui è rimasto impresso il suo volto. Nel lato sinistro invece si trova Maria svenuta contornata dalle Tre Marie e su di lei Giovanni. Sullo sfondo, a sinistra, una serie di personaggi che assistono alla scena, mentre, a destra, più in basso, dei soldati che portano altri condannati e, più in alto, su una rocca, una città con edifici dall'architettura classica.